# Raivo Aeg

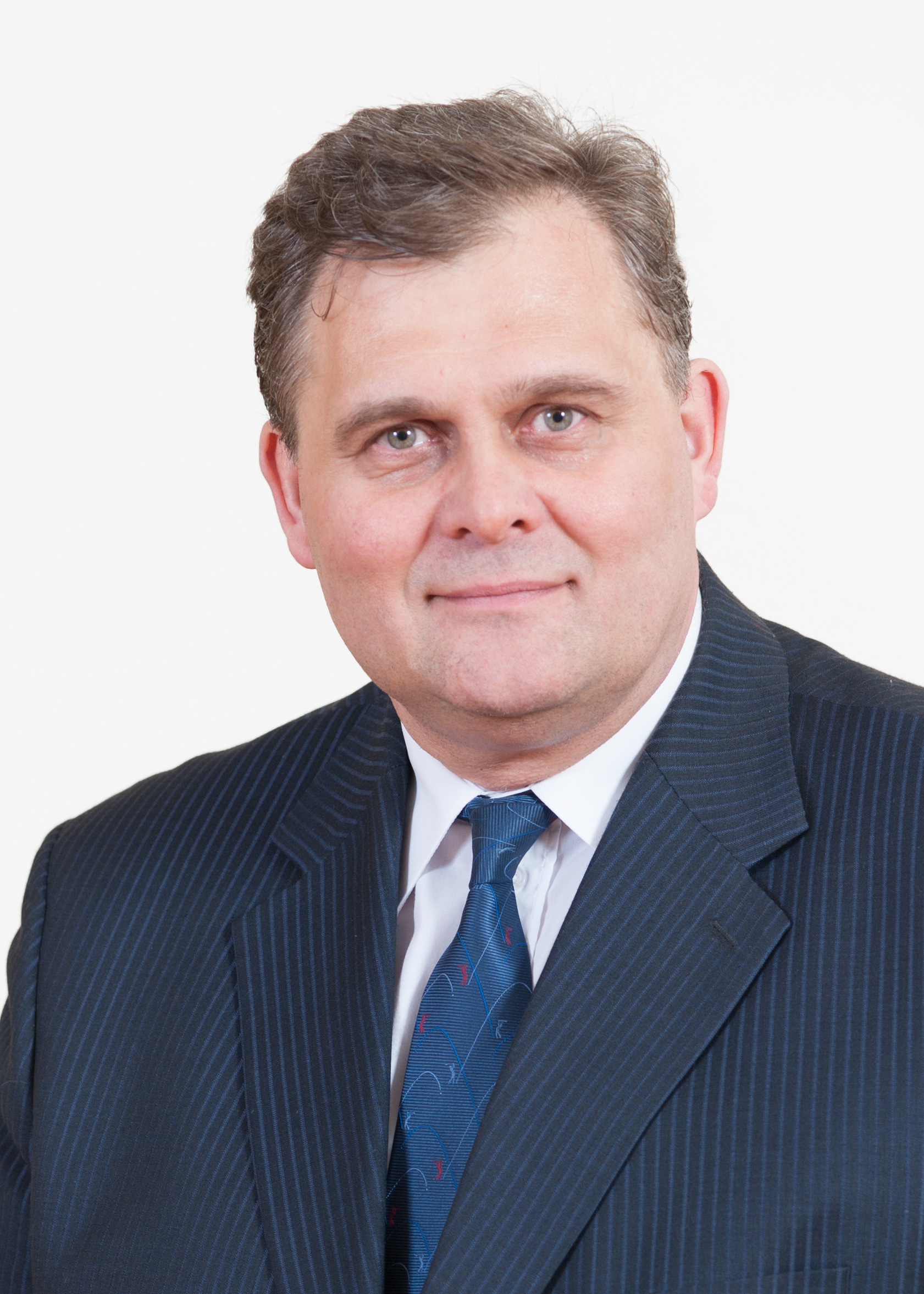
Raivo Aeg (2015)

Raivo Aeg (* 4. Juli 1962 in Kuressaare) ist ein estnischer Politiker. Vom 29. April 2019 bis zum 26. Januar 2021 war er Justizminister Estlands. 

## Leben
Nach dem Abschluss seines Studiums im Jahr 1985 fing Raivo Aeg 1991 an, bei der estnischen Polizei (Politseiameti) zu arbeiten. Dort stieg er in den nächsten Jahren immer weiter auf und war von 2005 bis 2008 Behördenchef. Anschließend war er von 2008 bis 2013 Chef der Sicherheitspolizei (Kaitsepolitseiamet), einem estnischen Nachrichtendienst.

### Politik
Aeg trat der heutigen Isamaa (damals noch Isamaa ja Res Publica Liit) im Jahr 2014 bei. Für diese gehörte er von 2015 bis 2019 dem estnischen Parlament (Riigikogu) an. Nach der der Parlamentswahl 2019 wurde er zum Justizminister in der neuen Regierung von Jüri Ratas berufen.

### Privates
Raivo Aeg ist verheiratet und Vater eines Sohnes. Neben Estnisch beherrscht er auch Englisch, Finnisch und Russisch.